# 异教徒大军

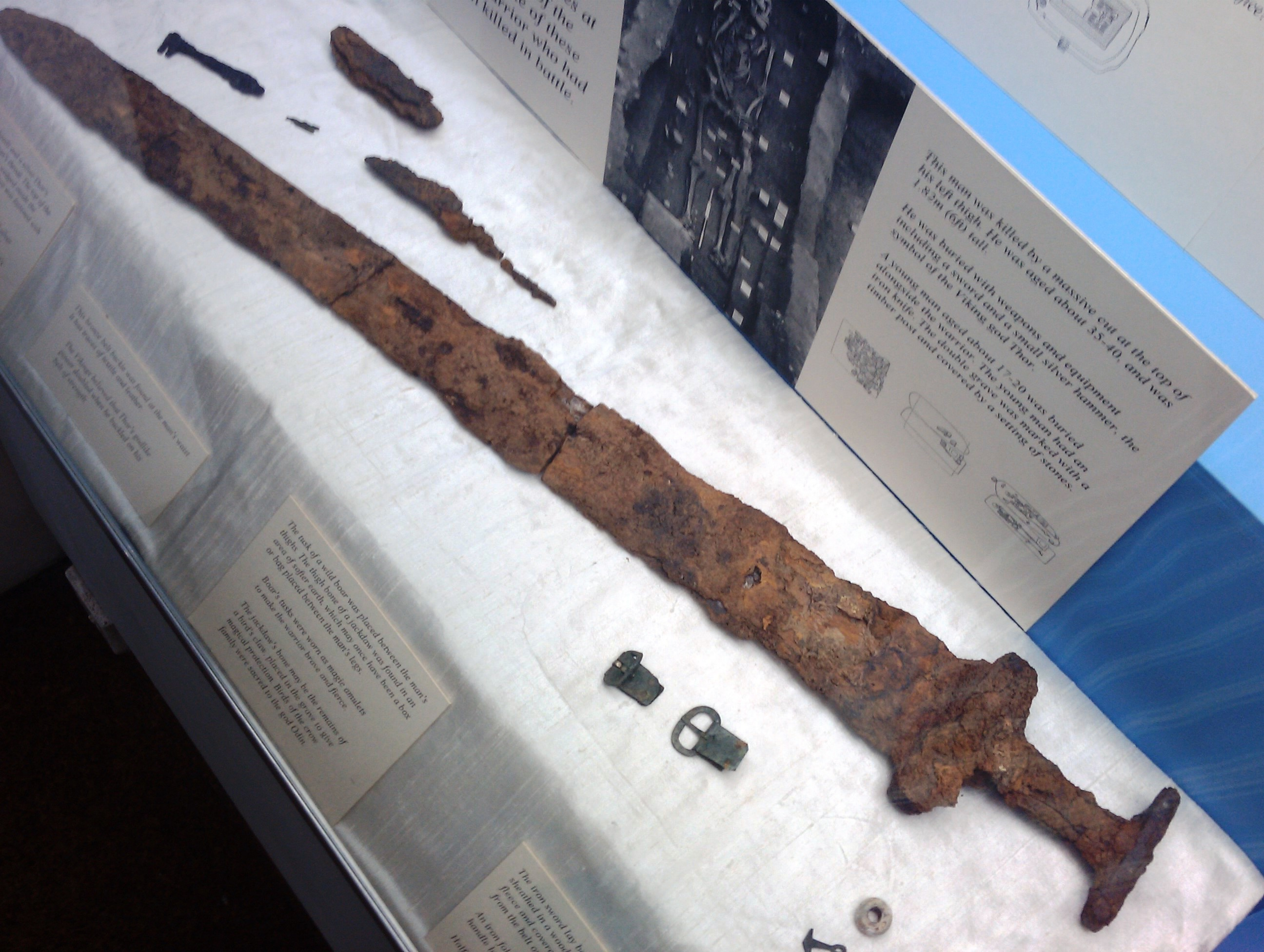
德比博物馆的维京劍

异教徒大军（英語：Great Heathen Army），又称维京大军（Viking Great Army），是9世纪末期在丹麦地区组织起来的一支维京军队，这支军队在英格兰的许多地区进行劫掠和征服活动。现存的资料无法提供这支军队的具体数目，但可以肯定的是它是他们国内数一数二的军事力量，包括了数百艘船只以及数以千计的士兵。
865年秋，由無骨者伊瓦爾領導的異教徒大軍入侵當時由盎格魯-撒克遜人統治的英格兰七國，這七大王國分別是東盎格利亞王國、埃塞克斯王國、肯特王國、麥西亞王國、諾森布里亞王國、薩塞克斯王國和威塞克斯王國。這次入侵是由朗納爾·洛德布羅克的兒子們組織的，目的是為了報復諾森布里亞國王艾勒在865年把朗納爾·洛德布羅克扔進蛇坑致死的殺父之仇。但是這個解釋的歷史準確性仍是未證實的。
866年，維京軍隊向北侵入諾森布里亞，最終於867年在約克抓住了艾勒。根據傳說，伊瓦爾和其兄弟們使用血鷹處死了艾勒，這種報復性的北歐酷刑將他的胸腔從背後面切開，折斷肋骨後將肺部拉出體腔，形成一個老鷹展翅的形狀而死（但僅為傳說，是否真實存在此刑仍有爭議待考證。）隨後軍隊向南移動，攻佔了麥西亞王國的諾丁漢，度過冬季。麥西亞國王與威塞克斯王國聯合，合力將其圍困在鎮上。不過盎格魯-撒克遜人仍舊無法奪回諾丁漢，於是雙方達成了休戰協議，維京人撤出。
869年，伊瓦爾和哥哥烏伯擔任丹麥人的指揮官，再度發起進攻，入侵東盎格利亞王國，並殺死國王殉教者埃德蒙。他最終在愛爾蘭的都柏林過世。《盎格魯-撒克遜編年史》記錄了他死亡的年份是870年。而《愛爾蘭零碎史》則記載伊瓦爾是死於873年的年底。盎格魯-撒克遜歷史學者埃塞爾維爾記載「無骨者」伊瓦爾死於870年。他死後，「白衫」哈夫丹成為維京雄師的指揮官。
870年「白衫」哈夫丹開始侵略威塞克斯王國。丹麥國王巴格斯克率領大軍渡洋，支援「白衫」哈夫丹的部隊。根據《盎格魯-撒克遜編年史》記載，這支來自丹麥的維京大軍與西撒克遜人進行了9次大戰，其中包括871年1月8日的阿什當之戰，雙方傷亡慘重，巴格斯克國王也在此戰役中陣亡。最後「白衫」哈夫丹接受了阿尔弗雷德大帝的休戰協議，後者是剛登基的威塞克斯國王。但考古的发现证明，阿尔弗雷德很可能向丹麦人支付了一笔賠款，以求其撤退，如同麦西亚人在来年的做法一样。此后5年里，丹麦人占领了威塞克斯王国之外的大部分英格兰土地。
876年之后，异教徒大军的新首领古斯倫带领他们绕过了英军的防守占领了英格兰南部多塞特郡的维尔汉姆。
878年是整个盎格鲁撒克逊社会的低谷期，几乎英格兰所有的王国均陷入丹麦人手，但是阿尔弗雷德大帝隨即在爱丁顿战役中打敗了維京人古斯倫带领的維京大军。
886年與維京人簽訂合約，阿尔弗雷德同意支付「丹麥錢」，並尊重維京人對其他3個英格蘭王國的征服。維京人首领古斯倫這邊，則需從撒克遜領土撤退，接受基督教，並承認威塞克斯乃獨立王國。
古斯倫所轄地區因此稱為丹麦法区確定雙方勢力範圍邊界及一系列雙方所各自擁有的權利，自此帶來和平。